# Пашек із Богуміловиців
Пашек (Павел, Пашко) із Богуміловиців гербу Півкозич (пом. між 26 і 28 квітня 1436) — державний діяч Королівства Польського, каштелян поланецький (1409—1413), маршалок королівський (1410), суддя земський краківський (1413—1436); староста стопницький (1421—1436).

## Життєпис
Пашек чи Пашко з Бронішува, Мацеюва та Богуміловиців народився в останній третині XIV століття. Був сином представника середньозаможної малопольської шляхти Пашка званого Нєджьвєджєм (від пол. Niedźwiedź — Ведмідь; пом. до 1369), який разом зі своєю матір'ю Кларою зі Зборчиців отримав 1356 року Невятровиці, успадкував також Богуміловиці, Бронішув і Хмелюв. Пашек мав трьох братів — Міхала, Ґжеґожа, Яська (Яна) та сестру невідомого імені.
1400 року вперше згадується як дідич Мацеюва, принаймні до червня цього року володів Бронішувом.
1401 року разом із братом Міхалом згадується в Ужондкуві, в оточенні короля, з яким подорожував 1402 і 1405 року по землях Русі. Зокрема, згадується в документах із Добростанів (1402), Щекарева (тепер — Красностава) та Городка (1405). 1402 року згадується разом із своїми братами Міхалом і Яськом. Очевидно, розвитку кар'єри Павла сприяв старший брат Міхал, який уже на той час посідав значні земські уряди в Малопольщі та входив до оточення короля.
Протягом 1409—1413 років Павел обіймав посаду каштеляна поланецького. Від квітня до 18 грудня 1410 року, будучи каштеляном, він також обіймав посаду маршалка королівського (надвірного). Імовірно, брав участь у Грюнвальдській кампанії. 30 березня був з королем у Медиці, у травні перебував у Корчині під час надвірних судів, 18 і 31 грудня супроводжував короля під час перебування останнього в Ловичі, в замку архієпископа Ґнєзненського.
18 жовтня 1410 року в Іновроцлаві король здійснив запис Пашеку з Богуміловиців за позичених у останнього 300 гривень на Стопницькій королівщині. Протягом 1410—1421 років Павел зосередив під своїм управлінням більшість сіл стопницького ключа. Коли 1421 року борг зріс ще на 200 гривень, він почав уживати титул старости стопницького.
Після війни 1410 року біля Нешави було підписано перемир'я з хрестоносцями. На документі (з реляції Яна Менжика з Домброви), виданим Владиславом Ягайлом 18 грудня 1410 року в Ловичі серед свідків згадується каштелян поланецький і маршалок надвірний Пашек з Богуміловиців. Він також був гарантом Любовнянського миру 15 березня 1412 року між польським королем і королем Угорщини, Богемії й маркграфом Бранденбузьким Сигізмундом Люксембургом.
У квітні 1413 року Павел став суддею земським краківським, був ним до кінця життя. Ця посада, можливо, була нижчою від попередньої за рангом, проте давала більші можливості для отримання доходів і була більш впливовою. Звідтоді він, як суддя краківський, часто був свідком королівських документів. Зокрема, він разом із братами Міхалом, каштеляном сандомирським, і Яном, каштеляном чехувським, підписав Городельську унію 2 жовтня 1413 року. Павел був також гарантом мирних договорів: польсько-данського 15 липня 1419 року, Мельнського миру 27 вересня 1422 року та Брестського миру 31 грудня 1435 року.
Він також виступив свідком Червінського привілею 1422 року короля для польської шляхти та, разом із братом Міхалом, були свідками Єдлінського привілею 1430 року про поширення шляхетських привілеїв Королівства Польщі на всі землі країни (литовські, українські та білоруські). Незважаючи на те, що його урядницькі функції були пов'язані з Малопольщею, Пашек також цікавився справами Русі, неодноразово бував там разом із королем, а також згадується на багатьох королівських документах, які стосувалися тамтешніх справ.

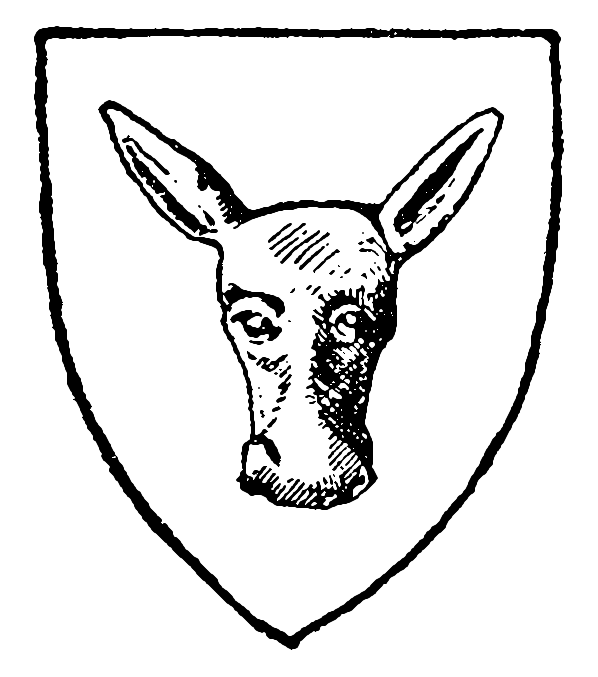
Фрагмент зображення печатки Павла з Богуміловиців, судді земського краківського

Збереглася його печатка як судді земського краківського, , датована 1417 роком, на якій зображений щит, відокремлений від обода двома колами з гербом Півкозич та написом готичним мінускулом:
лат. + s. pauli de bogumilovice iudicis craco-
1418 року Павел увійшов до складу надвірного суду, який засідав у Лелювському замку (лат. in curia regis Lelowie) за участю короля. Серед членів цього суду, зокрема, були такі поважні на той час державні діячі, як підкоморій краківський Петро Шафранець, маршалок Королівства Польського Збіґнєв з Бжезя, Сандомирський воєвода Ян зі Здакова і каштелян поланецький Станіслав Ґамрат. Суд, зокрема, зняв догану з Мацея з Вєльополя гербу Пилява.
Помер Павел із Богуміловичів між 26 і 28 квітня 1436 року. Напевно, не мав синів, тому що у всіх документах щодо позики на його поховання та розрахунків зі вдовою Ядвіґою згадуються лише його братанки Ян Дінквард з Богуміловиців, Ян із Чижова та Міхал із Бронішува. На них же поширилося право на заставу Стопницької королівщини.

## Маєтності
Окрім успадкованих Богуміловиців, Бронішува та Мацеюва, Пашек також володів Бочковицями (1414), землями біля міста Ксьонж-Великий (1417), між Яновицями та Мацеювом (1415), та біля Каліни-Великої (1416)..

## Сім'я
Принаймні, від 1415 року був одружений із Ядвігою, якій 20 листопада цього року Павел записав 300 гривень на Мацеюві. Дружина Павла була близько пов'язаною з двором королеви Софії Гольшанської. Ян Длугош згадує її 1427 року, очевидно, помилково називаючи Геленою (можливо також, що це було її друге ім'я), серед 7 поважних матрон, які разом із королевою склали присягу, підтвердивши таким чином її неповинність у подружній зраді короля з Яном Гінчою з Роґова.